# Hesperis sylvestris
Hesperis sylvestris là một loài thực vật có hoa trong họ Cải. Loài này được Crantz mô tả khoa học đầu tiên năm 1762.